# 阿瓦拉山

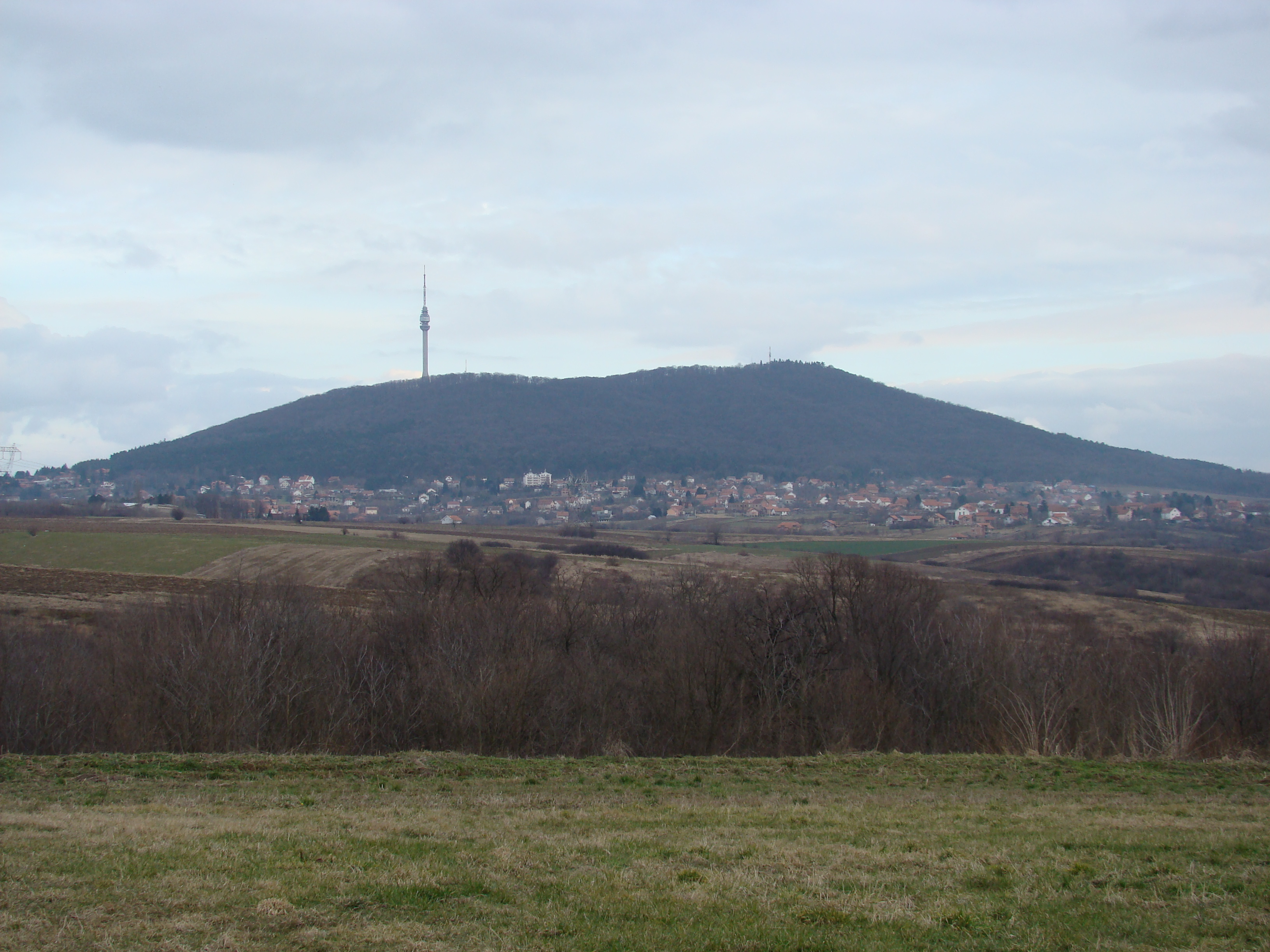
阿瓦拉山

阿瓦拉山是塞爾維亞的一座山峰，在這裡可以一覽貝爾格勒全境。阿瓦拉山位於貝爾格勒東南角，在山頂可看到貝爾格萊德、伏伊伏丁那、蘇馬迪亞。阿瓦拉山的海拔高度是511（1,677英尺）。山上有阿瓦拉塔等景點。

## 外部連結
- Mountaineering camp on Avala （塞爾維亞文）